# U-Bahnhof Langwasser Mitte
Der U-Bahnhof Langwasser Mitte (Abkürzung: LM) wurde als dritter U-Bahnhof der Nürnberger U-Bahn am 1. März 1972 eröffnet. Er ist 591 m vom U-Bahnhof Scharfreiterring und 494 m vom U-Bahnhof Gemeinschaftshaus entfernt. In ursprünglichen Planungen hatte dieser U-Bahnhof den Arbeitstitel Breslauer Straße. Seine heutige Bezeichnung geht auf die Lage im Zentrum des Nürnberger Stadtteils Langwasser zurück. Täglich wird er von rund 18.500 Fahrgästen genutzt (Mo–Fr, 2019).

## Lage

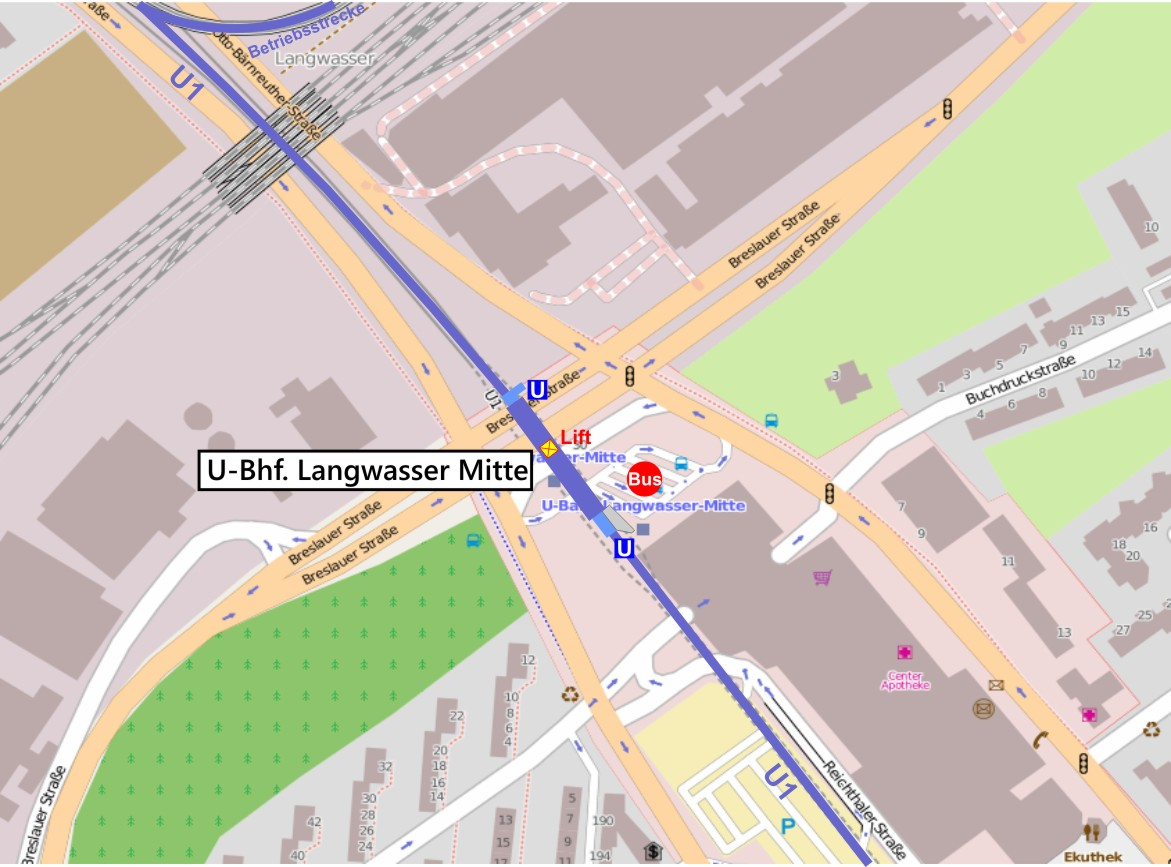
Lageplan U-Bahnhof Langwasser/Mitte

Der Bahnhof liegt im Nürnberger Stadtteil Langwasser und erstreckt sich unterirdisch in Nordwest-Südost-Ausrichtung zwischen der Kreuzung Otto-Bärnreuther-/ Breslauer Straße und dem Busbahnhof. Der Nordaufgang führt zur Breslauer Straße, der Südaufgang zum Busbahnhof. Der Aufzug führt von der Bahnsteigmitte an die Oberfläche nördlich des Busbahnhofs.
In direkter Umgebung des Bahnhofs befindet sich das Franken-Center. 

## Bauwerk und Architektur
Die Bauarbeiten für das Bahnhofsbauwerk begannen 1967 und wurden in offener Bauweise ausgeführt. Der Aufzug wurde im Jahre 1982 nachgerüstet.
Die Gestaltung des Bahnhofs als Zweckbau entspricht dem Stil der 1960er Jahre. Die mit Keramikfliesen gekachelten Bahnsteigwände sind vom Boden bis auf Höhe der Bahnsteigkante grau und anschließend bis zur Decke weiß, lediglich das Band mit dem Haltestellennamen ist in Hellbraun mit weißer Schrift gehalten. Die quadratischen Deckenstützen sind ebenfalls weiß gekachelt.
Der Busbahnhof ist von einem massiven Betondach überspannt und wurde bereits beim Bau der U-Bahn mit errichtet. Er ging jedoch erst mit der Verlängerung der U-Bahn in die Nürnberger Altstadt am 28. Januar 1978 vollständig in Betrieb.

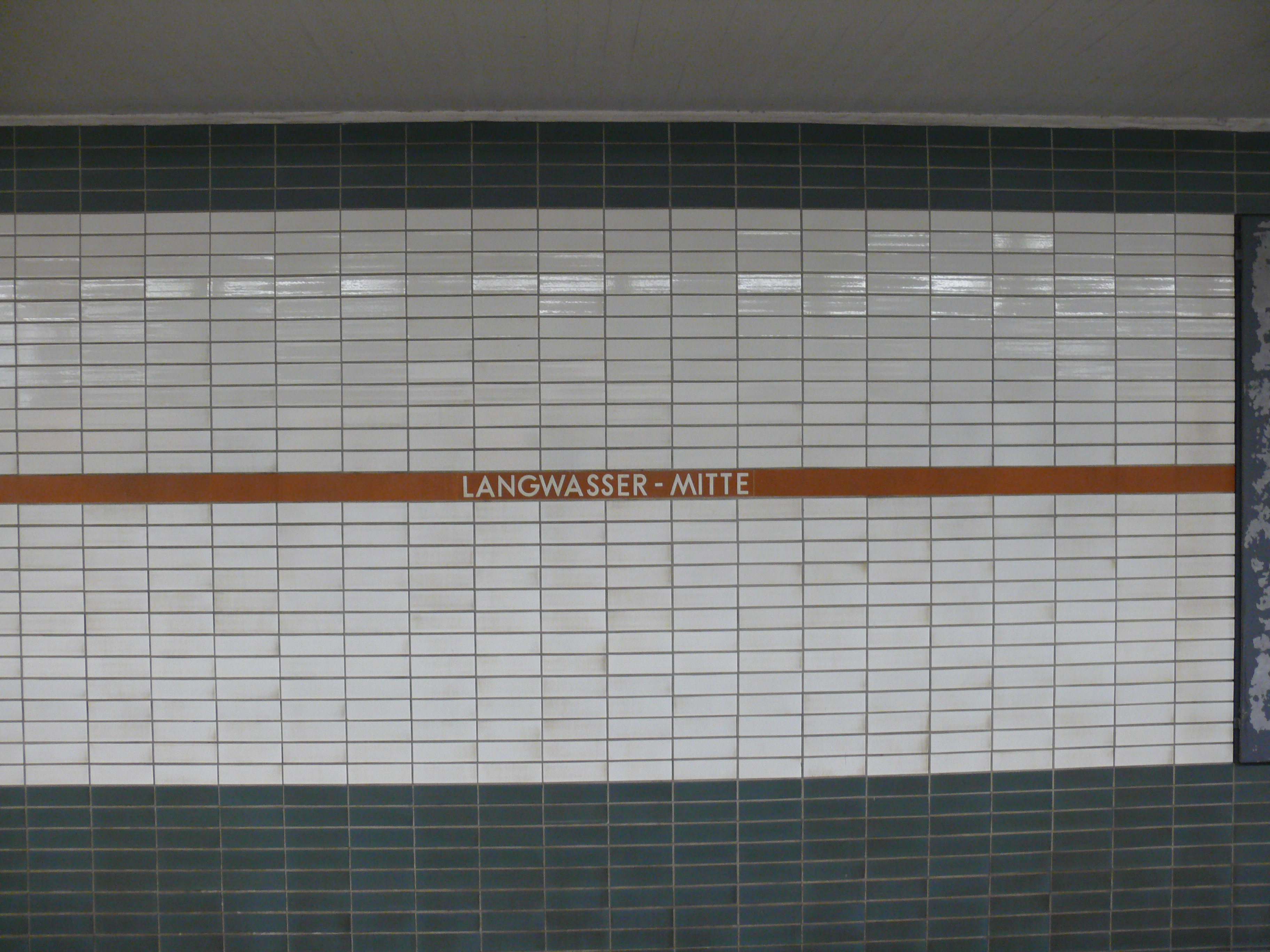
Stationsname
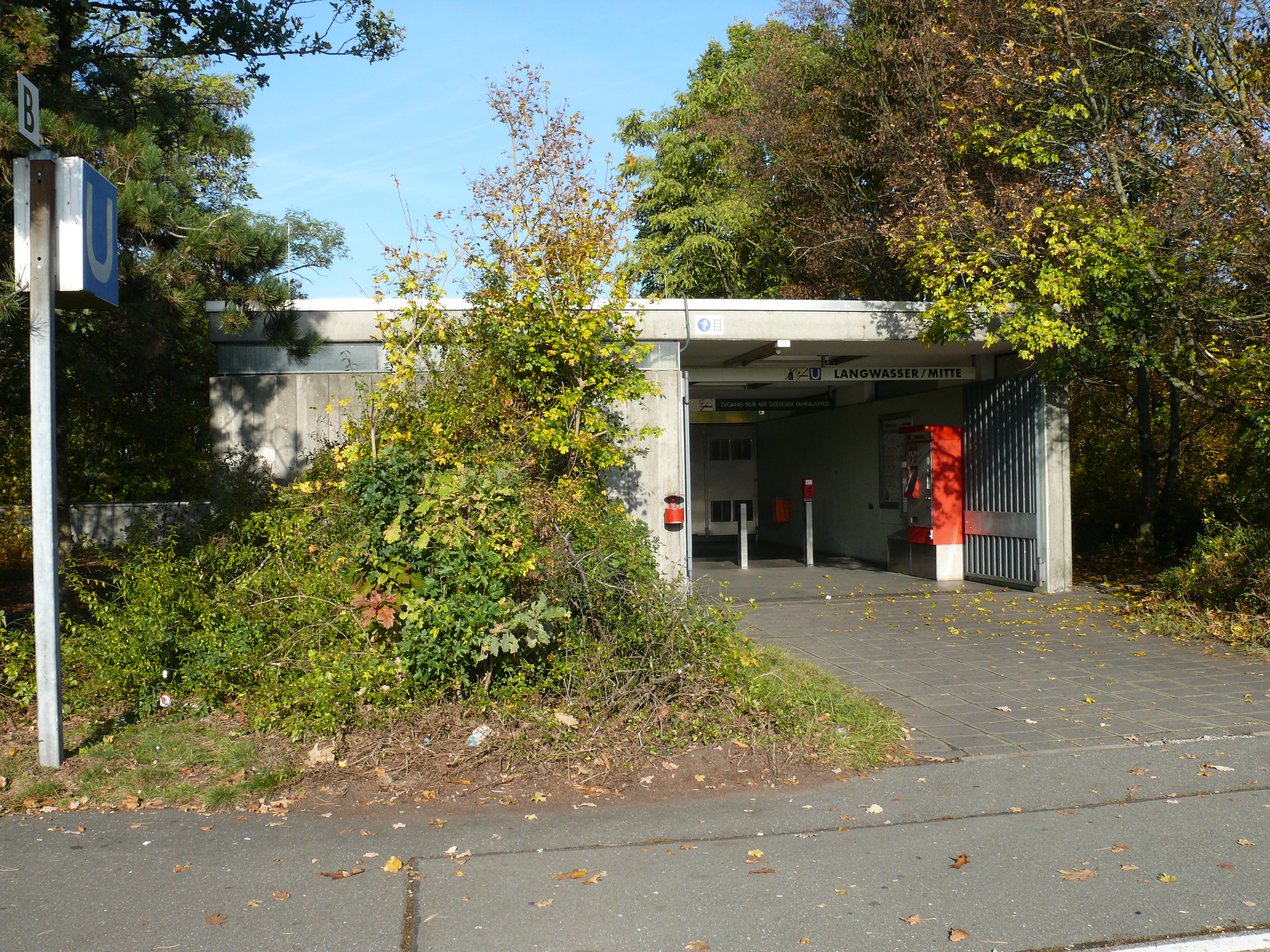
Nördlicher Zugang
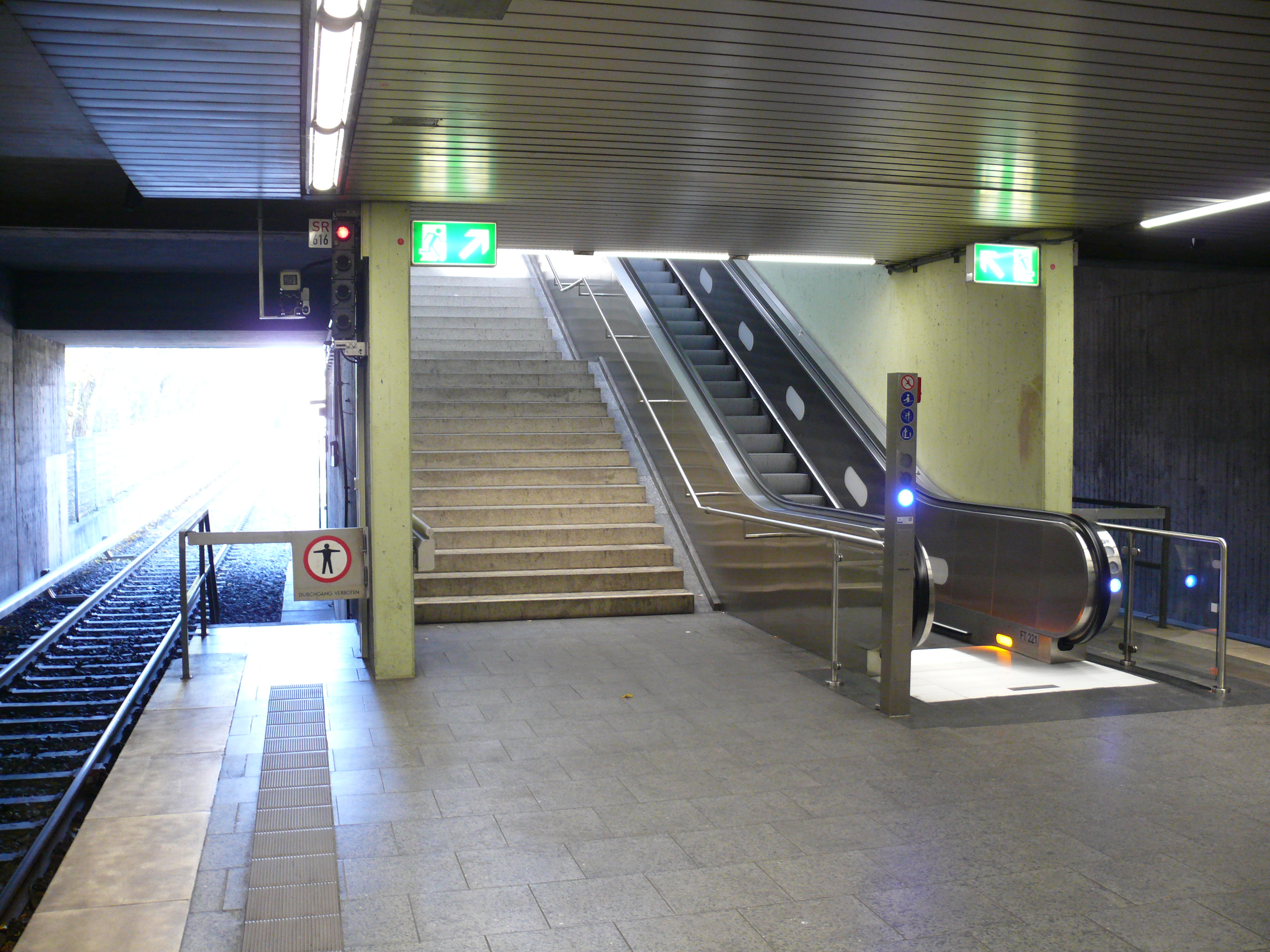
Aufgang von der Bahnsteigebene zur Oberfläche
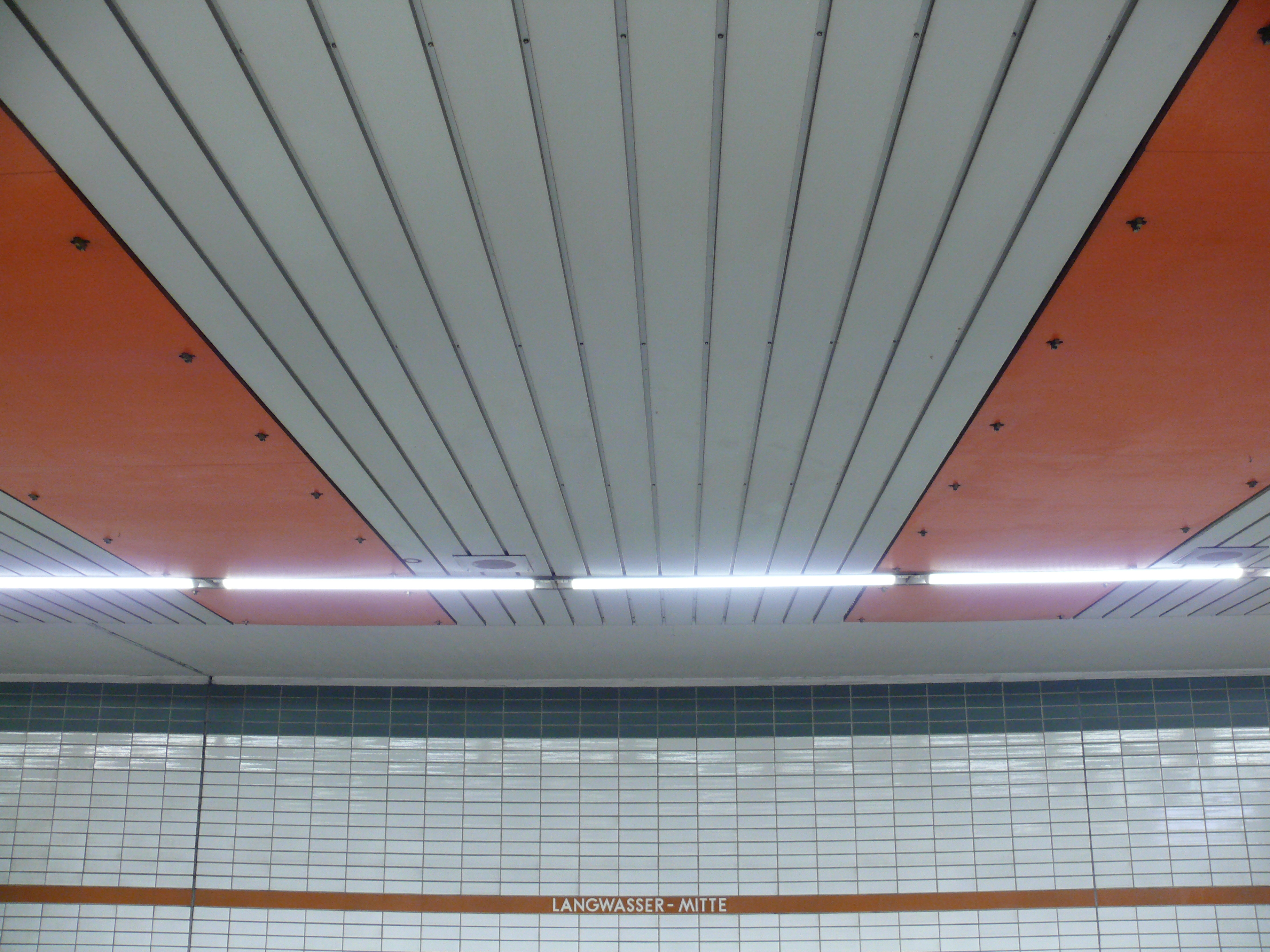
Deckengestaltung
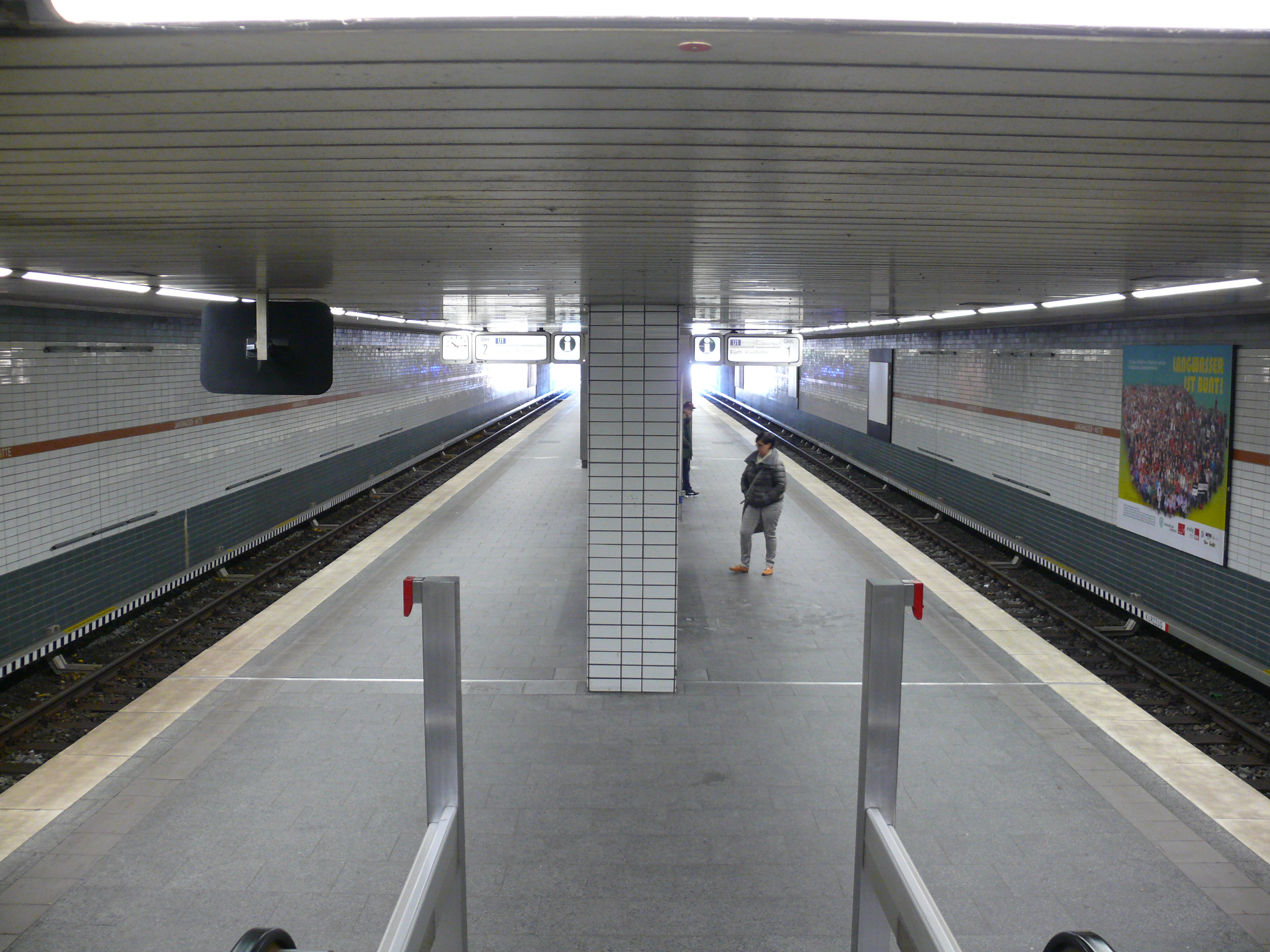
Überblick Bahnsteigebene

## Linien
Der Bahnhof wird von der Linie U1 (Langwasser Süd – Hardhöhe) bedient.
| Linie | Verlauf | Takt |
| ----- | --- | --- |
| U1    | Langwasser Süd – Gemeinschaftshaus – Langwasser Mitte – Scharfreiterring – Langwasser Nord – Messe – Bauernfeindstraße – Hasenbuck – Frankenstraße – Maffeiplatz – Aufseßplatz – Hauptbahnhof – Lorenzkirche – Weißer Turm – Plärrer – Gostenhof – Bärenschanze – Maximilianstraße – Eberhardshof – Muggenhof – Stadtgrenze – Jakobinenstraße – Fürth Hauptbahnhof – Rathaus – Stadthalle – Klinikum – Hardhöhe Stand: Fahrplanwechsel Dezember 2023 | 5–7 min (montags–freitags) 3–4 min (Langwasser–Eberhardshof an Schultagen) 6–7 min (samstags) 10 min (sonn-/feiertags) |

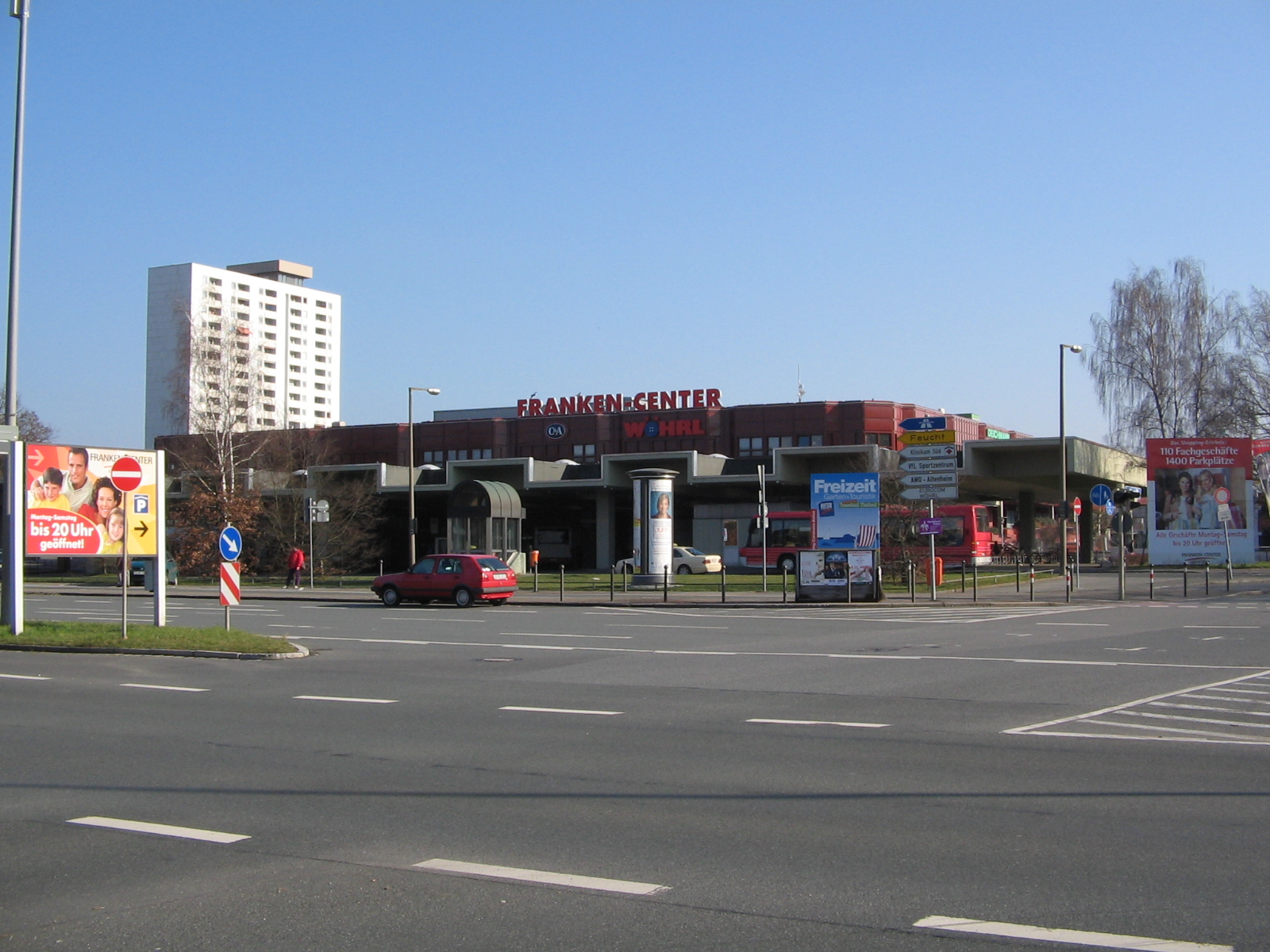
Busbahnhof Langwasser Mitte, dahinter das Franken-Center

An der Oberfläche befindet sich ein Busbahnhof, an dem die Stadtbuslinien 50 (Langwasser Mitte – Feucht Am Reichswald), 52 (Langwasser Mitte – Katzwang Süd), 55 (Langwasser Mitte – Meistersingerhalle), 56 (Langwasser Mitte – Flachröste), 57 (Langwasser Mitte – Fischbach Bahnhof Wende), 68 (Langwasser Mitte – Gustav-Adolf-Straße), 92 (Meistersingerhalle – Katzwang Süd), 93 (Meistersingerhalle – Kornburg) und 98 (Langwasser Mitte – Stein Schloß) sowie die OVF-Linien 602 (Langwasser Mitte – Kleinschwarzenlohe), 603 (Langwasser Mitte – Raubersried) und 610 (Langwasser Mitte – Wendelstein – Langwasser Mitte) halten. Am Wochenende verkehren auch Nachts die Nachtbuslinien N4 (Hauptbahnhof – Brunn) und N60 (Langwasser Mitte – Kornburg).